# Egybevágóság
Az egybevágóság geometriai fogalom. Két geometriai alakzat akkor egybevágó, ha távolságtartó transzformációval leképezhetőek egymásra, azaz ha eltolással, forgatással, tükrözéssel, illetve ezek kombinációjával fedésbe hozhatók. 
A geometria Hilbert-féle axiómarendszerében az egybevágóság alapfogalom. Halmazelméleti értelemben az egybevágóság ekvivalenciareláció a térbeli alakzatok halmazán.
Sokszor röviden „egybevágóságnak” nevezik a távolságtartó transzformációkat is.

## Jelölések
{\displaystyle a} és {\displaystyle b} szakaszok egybevágóságát a következőképpen jelöljük:
{\displaystyle a\cong b} vagy {\displaystyle b\cong a}

## Tulajdonságai
- Legyenek {\displaystyle a}, {\displaystyle b} tetszőleges egyenesek, {\displaystyle A}, {\displaystyle B} az a egyenes tetszőleges pontjai, {\displaystyle A'} pedig a {\displaystyle b} egyenes tetszőleges pontja. Ekkor a {\displaystyle b} egyenesen az {\displaystyle A'} pont egy adott oldalán pontosan egy olyan {\displaystyle B'} pont van, hogy {\displaystyle AB\cong A'B'} teljesül.
- Minden szakasz egybevágó saját magával, azaz tetszőleges {\displaystyle A}, {\displaystyle B} pontokra teljesül, hogy {\displaystyle AB\cong AB}.
- Ha az {\displaystyle AB} szakasz egybevágó az {\displaystyle A'B'} szakasszal is és az {\displaystyle A''B''} szakasszal is, akkor az {\displaystyle A'B'} szakasz egybevágó az {\displaystyle A''B''} szakasszal.
- Legyenek {\displaystyle AB}, {\displaystyle BC} az {\displaystyle a} egyenesre illeszkedő szakaszok úgy, hogy az {\displaystyle AB}, {\displaystyle BC} szakaszoknak a {\displaystyle B} pont az egyetlen közös pontjuk, legyenek továbbá {\displaystyle A'B'}, {\displaystyle B'C'} az {\displaystyle a'} egyenesre illeszkedő szakaszok úgy, hogy az {\displaystyle A'B'}, {\displaystyle B'C'} szakaszoknak a {\displaystyle B'} pont az egyetlen közös pontjuk. Ekkor ha {\displaystyle AB\cong A'B'} és {\displaystyle BC\cong B'C'}, akkor {\displaystyle AC\cong A'C'}.
- Legyen {\displaystyle \angle AOB} egy tetszőleges szög az {\displaystyle \alpha } síkon, ahol a {\displaystyle OA} és {\displaystyle OB} a szög szárait meghatározó félegyenesek, legyen továbbá {\displaystyle a'} a {\displaystyle \alpha '} sík egy tetszőleges egyenese és jelölje {\displaystyle O'A'} az {\displaystyle a'} valamely {\displaystyle O'} pontjából kiinduló egyik félegyenest. Ekkor az {\displaystyle \alpha '} síkon pontosan egy olyan, az {\displaystyle O'} pontból kiinduló {\displaystyle O'B'} félegyenes létezik, amelyre az {\displaystyle \angle AOB\cong \angle A'O'B'} (vagy {\displaystyle \angle AOB\cong \angle B'O'A'}) egybevágóság teljesül és a {\displaystyle \angle A'O'B'} szög belső pontjai az {\displaystyle a'} egyenes egy előre megadott oldalán fekszenek.
- Minden szög egybevágó saját magával, azaz tetszőleges {\displaystyle \angle AOB} szögre {\displaystyle \angle AOB\cong \angle AOB} teljesül.
- Ha az {\displaystyle \angle AOB} szög egybevágó a {\displaystyle \angle A'O'B'} szöggel is és az {\displaystyle \angle A''O''B''} szöggel is, akkor a {\displaystyle \angle A'O'B'} szög egybevágó az {\displaystyle \angle A''O''B''} szöggel.
- Legyen {\displaystyle ABC} és {\displaystyle A'B'C'} két tetszőleges háromszög. Ha teljesülnek a {\displaystyle AB\cong A'B'}, {\displaystyle AC\cong A'C'} és {\displaystyle \angle BAC\cong \angle B'A'C'} egybevágóságok, akkor az {\displaystyle \angle ABC\cong \angle A'B'C'} és {\displaystyle \angle ACB\cong \angle A'C'B'} egybevágóságok is teljesülnek.

## Története
Az egybevágóság fogalmát Euklidész Elemek című munkájában még az "egyenlő és hasonló" kifejezés írja körül. A geometria tanításának ez az euklideszi mű maradt az alapja egészen Hilbert Die Grundlagen der Geometrie című tanulmányának megjelenéséig. Hilbert az egybevágóságot már a geometria egyik alapfogalmaként kezeli, és ennek az alapfogalomnak a tulajdonságait az általa javasolt axiómarendszerben az úgynevezett egybevágósági axiómák írják le. Hilbert óta a geometria és ezen belül az euklideszi geometria több különböző axiómarendszerét is kidolgozták, ezekben már az egybevágóság nem feltétlenül alapfogalom, de ezekben az esetekben a Hilbert-féle egybevágósági axiómák természetesen levezethetőek az adott axiómarendszer axiómáiból.